# John Holland (voetballer)
John Holland (5 juli 1953) is een voormalig profvoetballer uit Malta, die speelde als verdediger gedurende zijn carrière. Hij speelde zijn gehele loopbaan voor de Maltese club Floriana FC.

## Interlandcarrière
Holland speelde 61 interlands voor de Maltese nationale ploeg, en maakte twee eigen doelpunten namens zijn vaderland in de periode 1974-1987. Hij maakte zijn debuut op 24 augustus 1974 in het vriendschappelijke duel tegen Libië (0-1) in Ta' Qali. Hij viel in die wedstrijd in voor Eddie Vella. Holland was aanvoerder van de ploeg die op 21 december 1983 met 12-1 verloor van Spanje, waardoor Nederland op doelsaldo werd uitgeschakeld voor deelname aan het EK voetbal 1984 in Frankrijk.

## Erelijst
Floriana FC
- Landskampioen

1975, 1977
- Beker van Malta

1976, 1981